# 楢葉周平
楢葉 周平（ならは しゅうべえ、生没年不詳）とは明治時代の東京の地本問屋である。

## 来歴
平野屋と号す。名は周兵衛ともいう。明治時代に日本橋区新和泉町1番地、明治28年（1895年）には日本橋区堺町9番地において地本問屋を営業している。3代目歌川広重、井上探景、楊洲周延、東洲勝月の錦絵を出版している。

## 作品
- 3代目歌川広重 「東京上野公園地第二回内国勧業博覧会開場之図」
- 井上探景 「東京小網町鎧橋通り吾妻亭」 大判3枚続 明治21年
- 楊洲周延 「新吉原仲の町梅の賑ひ」 大判3枚続 明治21年
- 東洲勝月 「第三回博覧会開場之図」 大判3枚続 明治23年
- 楊洲周延 「牙山に於て帝国陸軍大勝利之図」 大判3枚続 明治27年